# Paradidyma angusticornis
Paradidyma angusticornis là một loài ruồi trong họ Tachinidae.